# 1579
Évszázadok: 15. század – 16. század – 17. század
Évtizedek: 1520-as évek – 1530-as évek – 1540-es évek – 1550-es évek – 1560-as évek – 1570-es évek – 1580-as évek – 1590-es évek – 1600-as évek – 1610-es évek – 1620-as évek
Évek: 1574 – 1575 – 1576 – 1577 –  1578 – 1579 – 1580 – 1581 – 1582 – 1583 – 1584

## Események

### Határozott dátumú események
- március 1. – XIII. Gergely pápa magyar papok képzésére kollégiumot alapít Rómában „Collegium Hungaricum” néven.[1]
- április 1. – Báthory István lengyel király megalapítja a vilniusi egyetemet.[2]
- július 17. – Báthory István fejedelem jezsuita tanintézetet létesít Kolozsmonostoron[3]

## Születések
- január 12. – Johan Baptista van Helmont flamand orvos, kémikus († 1644)
- február 9. – Johannes Meursius, holland klasszika-filológus († 1639)
- április 12. – François de Bassompierre, Haroué márkija, francia diplomata, marsall, heraldikai író († 1646)
- május 2. – Tokugava Hidetada, az Edo-kor első sógunja († 1632)
- július 2. – Janusz Radziwiłł, mágnás a Lengyel–Litván Unióban († 1620)
- július 13. – Arthur Dee, angol orvos és alkimista, John Dee fia († 1651)
- augusztus 1. – Luis Vélez de Guevara, spanyol író, drámaíró († 1644)
- augusztus 23. – Thomas Dempster, skót történész († 1625)
- október 4. – Guido Bentivoglio d'Aragona, itáliai bíboros, államférfi, történész († 1644)
- november 11. – Frans Snyders flamand festő († 1657)
- december 9. – Martin de Porres, perui szerzetes és szent († 1639)

Bizonytalan dátum
- John Fletcher, angol drámaíró († 1625)
- Frans Snyders, flamand festő († 1657)
- Ogilvie Szent János, eredeti nevén John Ogilvie skót jezsuita szerzetes, mártír († 1615)

## Halálozások
- május 6. – François de Montmorency, Montmorency hercege, Franciaország marsallja, a francia vallásháborúk mérsékelt katolikus (ún. „politikus”) pártjának vezetője (* 1530)
- május 13. – Gyulaffy László várkapitány (* 1520)
- november 7. – Bekes Gáspár erdélyi politikus és hadvezér, akit a róla elnevezett Bekes-halmon temetnek el Vilniusban (* 1520)
- november 15. – Dávid Ferenc, az Erdélyi Unitárius Egyház megalapítója (* 1510)